# Lauren Wildbolz

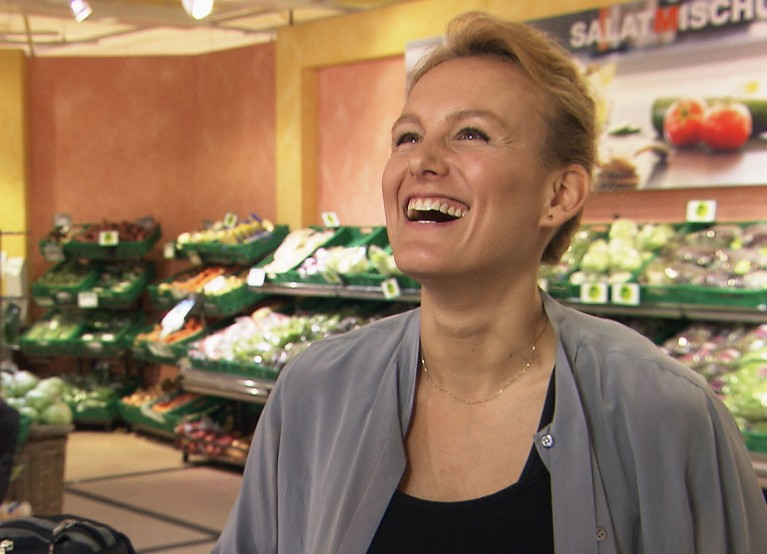
Lauren Wildbolz

Lauren Wildbolz (* 17. März 1981 in Zürich) ist eine Schweizer Unternehmerin, Köchin und Kochbuch-Autorin für vegane Ernährung. Als Aktivistin thematisierte sie die Verschwendung von Nahrung.

## Leben
Lauren Wildbolz ist die Tochter des Modefotografen Jost Wildbolz und des Fotomodells Sandra Wildbolz sowie Nichte des Schauspielers Klaus Wildbolz. Ihr  Ururgroßvater ist Eduard Wildbolz. Sie nahm ein Studium an der Schule für Gestaltung (heute: Zürcher Hochschule der Künste) auf, das sie 2013 mit dem Bachelor, 2015 mit dem Master of Fine Arts abschloss. Seit dem 14. Lebensjahr verzichtet Lauren Wildbolz nach eigenen Angaben auf Fleisch. Im Alter von 27 Jahren wechselte sie von der vegetarischen zur veganen Lebensweise.
Lauren Wildbolz ist Mutter einer 2014 geborenen Tochter.

## Wirken
Während ihres Studiums eröffnete sie 2010 den Gastronomiebetrieb vegan kitchen and bakery, der als eines der ersten veganen Restaurants in Zürich gilt.
Nachdem Wildbolz ein angestrebter Ausbau mangels Finanzpartner nicht möglich war, verkaufte sie das Restaurant an das Unternehmen Soyana, das vegane Produkte herstellt und in den Räumen eine vegane Gelateria eröffnete. Sie setzte das Studium fort und arbeitete parallel dazu als Kursleiterin für vegane Ernährung in der Klubschule Migros.
Um auf die Verschwendung von Lebensmitteln aufmerksam zu machen, initiierte Lauren Wildbolz im Rahmen ihrer Bachelorarbeit unter dem Slogan Good food for you for free im Juni 2013 ein Kunstprojekt, das mit gastronomietypischen Elementen ein Pop-Up Restaurant nachstellte. Zwei Wochen lang kochte sie am Zürcher Sihlquai kostenlos Speisen aus von Einzelhändlern gespendeten oder aus Abfall wiedergewonnenen Nahrungsmitteln. Diese Idee setzte sie zusammen mit anderen Studierenden der Zürcher Kunstakademie fort. Mit diesem Projekt wollte Lauren Wildbolz die Wertschätzung und den ressourcenschonenden Umgang mit Nahrung fördern. Für das Projekt ihrer Masterarbeit Dreckskekse testete sie, wie man mit Komposterde backen kann. Dafür hatte sie eine Sondergenehmigung erhalten, da Lebensmittel aus Erde in der Schweiz eigentlich verboten sind.
Seit 2012 leitet sie ihr Catering-Unternehmen Vegan Kitchen und eigene Kochkurse. 2014 erschien ihr erstes Kochbuch mit veganen Rezepten in deutscher und französischer Ausgabe.'

## Rezeption
Durch Medienberichte und mit Auftritten im Fernsehen und Hörfunk wurde sie über die vegane Szene hinaus bekannt. 2014 wirkte sie bei dem Schweizer Dokumentarfilm Vegan – von Menschen und anderen Tieren mit. Die Neue Zürcher Zeitung (NZZ) porträtierte sie in ihrer Reihe Schweizer Visionäre 2015 wurde sie in der 3sat-Sendung Alles vegan oder was? interviewt. Das Schweizer Fernsehen (SRF) produzierte auf dem Kulturplatz in der Sendereihe Das Element Erde einen Beitrag über Lauren Wildbolz und ihr Projekt Dreckskekse, der auch auf 3sat ausgestrahlt wurde.

## Ausstellungen
- 2007/08: «IZBP», Stina Casser, Ajana Calugar und Lauren Wildbolz, Kunstszene Zürich[19]
- 2010: Make Yoga everyday, Eat(ing), Read(ing), Drink(ing) and Sleep(ing) und Veganokiches Spektakel, Zuger Kunstnacht[20]
- 2012: Zyt ha, Zyt nä – Alles selbst gemacht, Stadtgalerie Bern[21]
- 2012: Aktion Tankstelle, Stadtgalerie Bern[22]
- 2013: Fair Value, 2010 im Rahmen der Ausstellung Serge Stauffer – Kunst als Forschung, Museum Helmhaus Zürich

## Veröffentlichungen
- Vegan kitchen and friends. Mit Fotos von Jost Wildbolz und Nathan Beck. Editions l'Age d'Homme, Lausanne 2014, ISBN 978-2-8251-4386-5. Französische Ausgabe in der Übersetzung von Claude Haenggli: ISBN 978-2-8251-4364-3.
- Vegan Love. Kochbuch und Ratgeber für Schwangerschaft, Stillzeit, Baby und Kleinkind. Mit Fotos von Andrea Diglas und Veronika Studer. AT Verlag, Aarau 2017, ISBN 978-3-03800-921-4
- Das Ganz-in-Weiß Menü. In: Sophia Hoffmann: Vegan Queens, Edel Books, Hamburg 2016, ISBN 978-3-8419-0478-2, S. 134–155